# کاغذ ۲
کاغذ ۲ (به هندی:Kaagaz 2) یک فیلم هندی درام دادگاهی  زبان هندی است که در سال ۲۰۲۴ به نمایش درآمد، نویسندگی و کارگردانی آن را  وی کی پراکاش  بر عهده داشت.   این فیلم، دنباله معنوی  فیلم کاغذ محصول ۲۰۲۱ است و انوپم کهیر ، دارشان کومار ، ساتیش کاوشیک ، سِمیریتی کالرا ، آنانگ دسای و کیران کومار  نقش‌های محوری را بازی  می‌کنند. 
فیلم کاغذ ۲ در روز ۱ مارس ۲۰۲۴ اکران شد و با نقدهای مثبت همراه بود.  